# Alan D’Angerio
Alan D’Angerio (geb. vor 1982) ist ein Maskenbildner.

## Leben
D’Angerio begann seine Karriere im Filmstab 1982 beim Fernsehen, nachdem er zuvor schon am Broadway als Maskenbildner gearbeitet hatte. Sein erster Spielfilm war Francis Ford Coppolas Cotton Club. In der Folge wirkte er unter renommierten Regisseuren wie Martin Scorsese, Martin Brest und Robert Zemeckis. Für Jonathan Demme arbeitete er an sieben Filmen, darunter Das Schweigen der Lämmer und Rachels Hochzeit. 1994 war er für Jonathan Demmes Drama Philadelphia zusammen mit Carl Fullerton für den Oscar in der Kategorie Bestes Make-up und beste Frisuren nominiert, es gewann in diesem Jahr jedoch die Komödie Mrs. Doubtfire – Das stachelige Kindermädchen.
D’Angerio war neben seinen Filmengagements auch für das Fernsehen tätig, darunter Volker Schlöndorffs Arthur-Miller-Verfilmung Tod eines Handlungsreisenden sowie die Serien Die Bill Cosby Show, Crisis in Six Scenes und Falling Water. Für sein Wirken am Fernsehfilm Die Liebe stirbt nie war er 2005 für den Primetime Emmy nominiert.

## Filmografie (Auswahl)
- 1984: Cotton Club
- 1987: Noch drei Männer, noch ein Baby (Three Men and a Baby)
- 1988: Die Waffen der Frauen (Working Girl)
- 1990: GoodFellas – Drei Jahrzehnte in der Mafia (Goodfellas)
- 1991: Das Schweigen der Lämmer (The Silence of the Lambs)
- 1992: Der Duft der Frauen (Scent of a Woman)
- 1992: Glengarry Glen Ross
- 1993: Philadelphia
- 1996: Der Club der Teufelinnen (The First Wives Club)
- 1997: Alien – Die Wiedergeburt (Alien: Resurrection)
- 2001: Zoolander
- 2002: The Hours – Von Ewigkeit zu Ewigkeit (The Hours)
- 2005: The Producers
- 2005: Die Liebe stirbt nie (Their Eyes Were Watching God, Fernsehfilm)
- 2007: Next
- 2010: Shutter Island
- 2013: Carrie
- 2015: Dating Queen (Trainwreck)
- 2016: Ghostbusters (Ghostbusters: Answer the Call)
- 2017: Wonderstruck
- 2018: Ocean’s 8
- 2022: Master Gardener

## Nominierungen (Auswahl)
- 1994: Oscar-Nominierung in der Kategorie Bestes Make-up und beste Frisuren für Philadelphia